# Акоста, Джим
Абилио Джеймс Акоста (англ. Abilio James Acosta, 17 апреля 1971, Вашингтон) — американский журналист, старший корреспондент CNN в Белом доме.

## Биография
Джим родился 17 апреля 1971 года в Вашингтоне, округ Колумбия. Его отец эмигрировал в США с Кубы, незадолго до начала Карибского кризиса, в возрасте одиннадцати лет. Акоста вырос в Виргинии. В 1989 году он окончил старшую школу Аннандейл. В 1993 году Джим окончил факультет массовых коммуникаций университета Джеймса Мэдисона, там же он изучал политологию.
Журналистскую карьеру Акоста начал в Вашингтоне на радиостанции WMAL в 1994 году. С 1995 по 1998 год он работал на телеканале WBIR-TV в Ноксвилле в качестве репортёра и ведущего. В 1998 году Джим перешёл на работу на канал KTVT в Далласе, затем работал в Чикаго. Оба телеканала входили в структуру корпорации CBS. В феврале 2003 года он начал работать новостным корреспондентом, занимался освещением аварии в энергосистеме в США и Канаде, последствий урагана Катрина, президентской кампании сенатора Джона Керри. В 2004 году Акоста работал в Багдаде.
В 2007 году Джим перешёл на работу в CNN. Во время предвыборной кампании 2008 года Акоста был соведущим программы Ballot Bowl. В 2009 году, после снятия ограничений на поездки на Кубу, он сделал репортаж из Гаваны, рассказывающий об изменениях отношений США и Кубы после холодной войны. В 2012 году Джим в качестве ведущего корреспондента работал над освещением избирательной кампании Митта Ромни.
С 2018 года Акоста работает старшим корреспондентом CNN в Белом доме. Он является одним из последовательных критиков Дональда Трампа, который, в свою очередь, называет Акосту одним из авторов «фейковых новостей». В ноябре 2018 года администрация Белого дома сообщила о приостановке действия аккредитации журналиста.